# زکی یمانی
شیخ احمد زکی یمانی (به عربی: أحمد زکی یمانی) (زاده ۳۰ ژوئن ۱۹۳۰ در مکه – درگذشته ۲۳ فوریهٔ ۲۰۲۱ در لندن) وزیر نفت پیشین عربستان سعودی و رئیس مرکز مطالعات جهانی انرژی در لندن بود. او از خاندان آل سعود نبود و دارای سیاستی مستقل در زمینه چگونگی تولید و صادرات نفت خام کشورهای عضو اوپک بود. یمانی در سال ۱۹۷۵ شاهد ترور ملک فیصل، پادشاه وقت عربستان بود. وی در نشست اوپک در وین، به همراه جمشید آموزگار، وزیر کشور و نماینده ایران در اجلاس، هدف گروگان‌گیری ایلیچ رامیرز سانچز (کارلوس شغال) شد.

## زندگی حرفه‌ای
در سال‌های آغازین تصدی یمانی بر وزارت نفت عربستان در سال ۱۹۶۲ (میلادی) ملی‌گرایی در میان مردم جهان عرب موج می‌زد و نقطه قدرت این موج، کنترل عرضه نفت به جهان بود.
پس از جنگ شش‌روزه در سال ۱۹۶۷ زکی یمانی، نخستین تحریم‌های نفتی عربستان علیه کشورهای متحد اسرائیل را اعلام کرد. اما ذخایر بالای نفتی کشورهای غربی و عرضه زیاد کشورهایی مانند ونزوئلا تلاش او را ناکام گذاشتند.
در جریان جنگ یوم کیپور در سال ۱۹۷۳ زکی یمانی بار دیگر تولید نفت را کاهش داد و توانست دیگر کشورهای عربی را با خود همراه کند. بنابراین قیمت نفت خام در بازارهای جهانی چهار برابر شد و توان اوپک به عنوان موثرترین نهاد نفتی جهان تثبیت شد. در پی این موفقیت او گفت: "ما اکنون ارباب کالاهای خود هستیم".
پس از این جنگ، سیاست عربستان برای نزدیک شدن به آمریکا تغییر کرد. با انقلاب ۱۳۵۷ ایران و آغاز جنگ ایران و عراق، دولت عربستان، "فرمان یمانی" را صادر کرد. این فرمان، قیمت نفت خام عربستان را به مقدار مشخصی نگه می‌داشت تا از وارد شدن شوک نفتی به واردکنندگان نفت گرفته شود.
در دهه ۱۹۸۰ (میلادی) سیاست‌های یمانی برای کنترل قیمت نفت، ناکام ماندند. این موضوع باعث افت جایگاه او در دولت عربستان و در نهایت جایگزینی با هشام ناظر در اکتبر ۱۹۸۶ شد.

## حمله اوپک (۱۹۷۳)

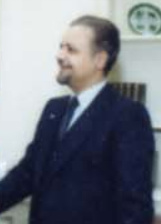
شیخ احمد زکی یمانی سال ۱۹۸۱

زکی یمانی و جمشید آموزگار، هدف‌های اصلی گروگانگیری در حمله انیس نقاش و کارلوس شغال به دفتر اوپک در وین در ۲۱ دسامبر ۱۹۷۳ بودند. آنها به همراه نمایندگان امارات متحده عربی، و قطر جزء کشورهای دشمن شناخته شده و زیر صندلی آنها بمب گذاشتند. ودیع حداد به انیس نقاش و کارلوس دستور داده بود که زکی یمانی و جمشید آموزگار را بکشند اما آنها از این کار، خودداری کردند. کارلوس از دولت اتریش درخواست هواپیما کرد تا گروگان‌ها را به هر جا خواست ببرد و از این کشور خواست بیانیه‌ای دربارهٔ آرمان فلسطین هر دو ساعت از رادیو و تلویزیون اتریش پخش کند و گرنه ابتدا زکی یمانی و جمشید آموزگار را خواهد کشت و بعد سالن را منفجر خواهد کرد.
انیس نقاش در دسامبر ۲۰۰۰ در گفتگو با تلویزیون الجزیره اعلام کرد که هدف اصلی گروگانگیری، آزادسازی جمشید آموزگار و زکی یمانی، هر یک در برابر دریافت پنج میلیون دلار آمریکا از دولت‌های ایران و عربستان بود. در نهایت با پرداخت این پول، همهٔ گروگان‌ها آزاد شدند.

## درگذشت
یمانی در ٢٣ فوریهٔ ۲۰۲۱ به‌دلیل کهولت سن و در ۹۰ سالگی درگذشت.